# Skalní věž

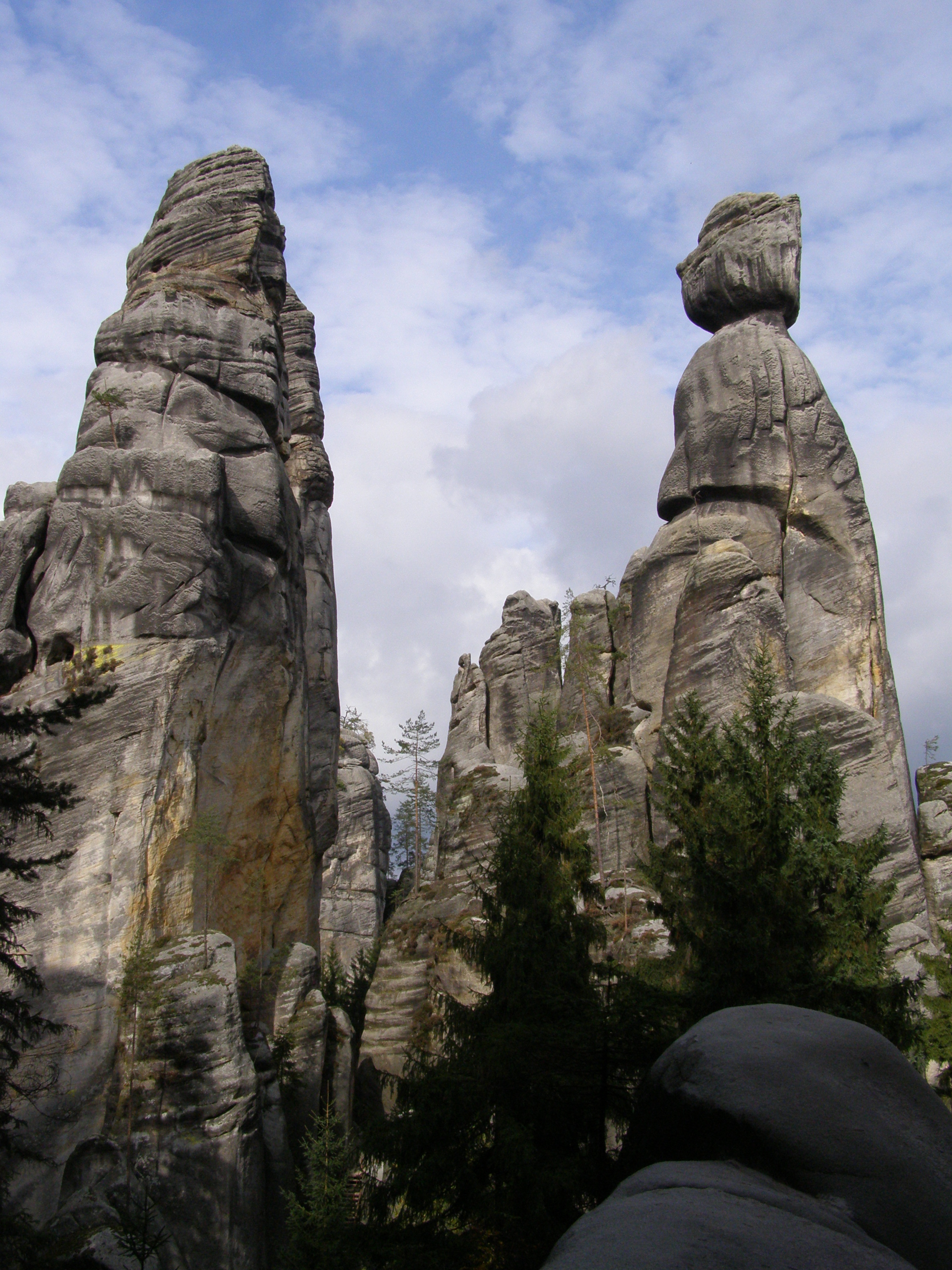
Skalní věže „Starosta a starostová“ v Adršpašských skalách

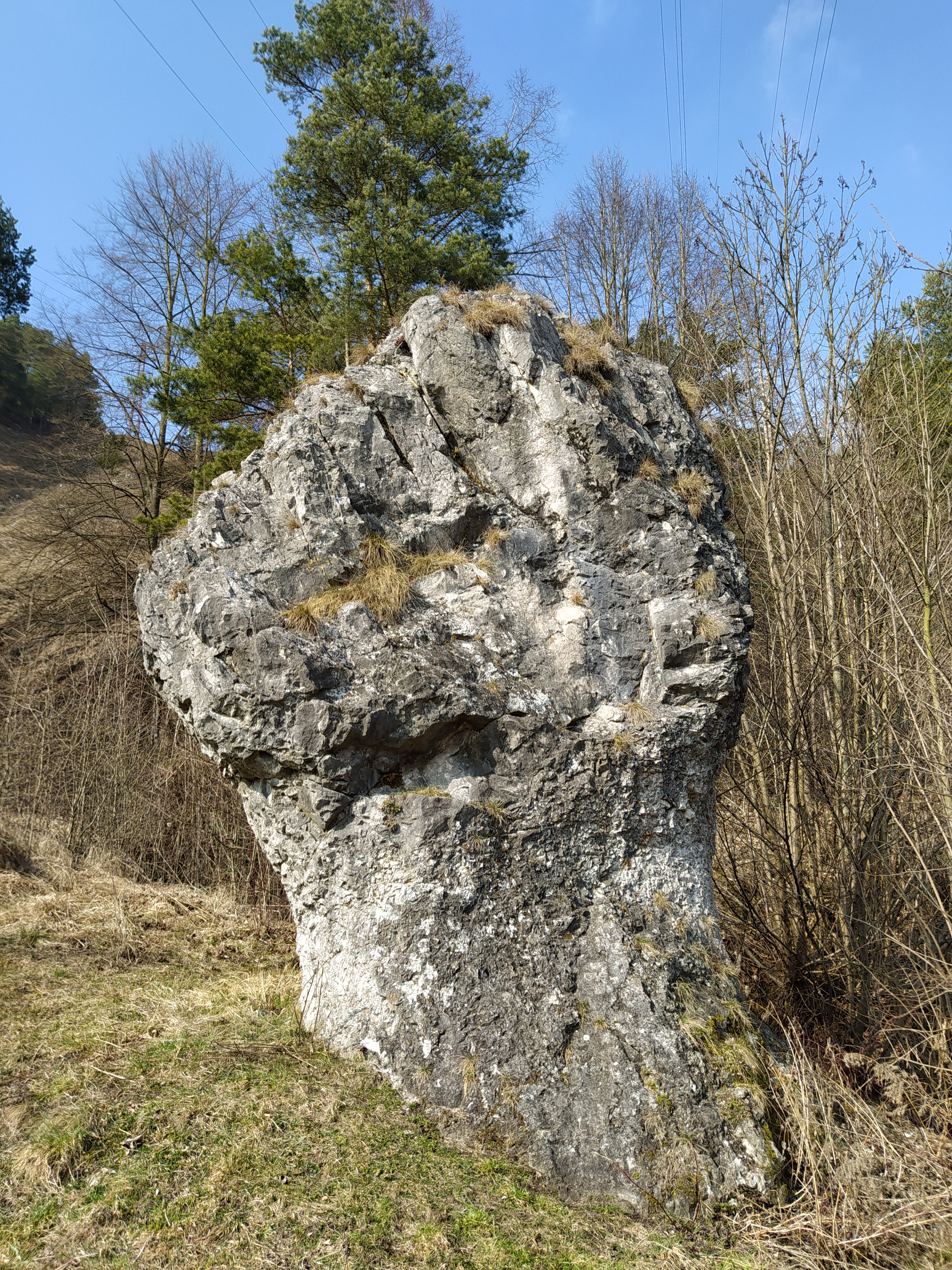
Skalná päsť u Lískové na Slovensku

Skalní věž je přírodní geomorfologický tvar a strukturně denudační tvar reliéfu. Jedná se o izolovaný, vysoký a často též štíhlý sloup či hranol, svým tvarem připomínající věž. Specifickým typem skalní věže je skalní jehla.

## Vznik

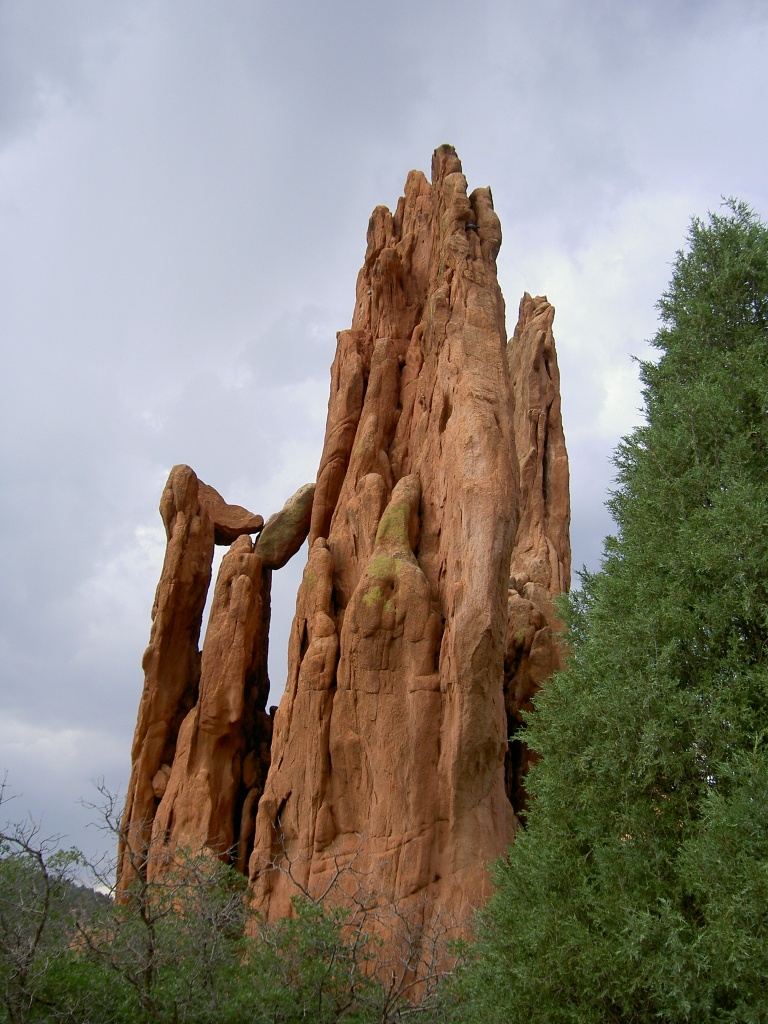
Tower of Babel (Babylónská věž) v Garden of the Gods (Colorado Springs, USA)

Skalní věž vzniká v důsledku mechanické eroze, a to postupným rozčleňováním a destrukcí tabulové plošiny či skalnatého horského hřebene. Její tvar je důsledkem mechanického zvětrávání a odnosu horniny, popřípadě odsedání svahu. Na mořském pobřeží vznikají skalní věže abrazí a izolací odolnějších partií podemílaného a obrušovaného pobřežního srubu (klifu).

## Výskyt
Skalní věže se vyskytují v nejrůznějších částech světa. Nacházejí se na okrajích vysokých hor a tabulových plošin, například svědeckých vrchů v aridních oblastech, nebo na silně rozrušených skalnatých pobřežích. Nejčastěji se ovšem vyskytují v oblasti pískovcových skalních měst.

### Skalní věže ve světě
Na evropském kontinentě jsou patrně nejznámější četné skalní věže v  Saském Švýcarsku ve Spolkové republice Německo. Na americkém kontinentě můžeme jmenovat například pískovcové skalní věže v přírodní rezervaci Garden of the Gods v oblasti Shawnee National Forest ve státě Illinois (USA). Výrazné skalní věže a jehly se nacházejí i v další lokalitě jménem Garden of the Gods v Colorado Springs (Colorado). Pozoruhodné skalní tvary se vyskytují také v oblasti Kapadokie v turecké provincii Nevşehir.

### Výskyt na Slovensku
Na Slovensku se skalní věže vyskytují v nejrůznějších typech hornin. Nacházejí se například v žulách v nejvyšších polohách Vysokých Tater (např. mohutná Jastrabia veža nad Zeleným plesem), nebo v neovulkanitech (národní přírodní rezervace na vrchu Sitno ve Štiavnických vrších) či v travertinech v národní přírodní rezervaci Dreveník v okrese Spišská Nová Ves.
Dalším příkladem jsou slepencové věže v Súlovských skalách a sousední Paštině Závadě. Příkladem vápencových je Hričovská Ihla (z části bývalý lom).

### Výskyt v Česku

#### Pískovcové skalní věže
Na území České republiky je výskyt skalních věží velmi četný. S ohledem na příhodné podmínky pro jejich vznik se nacházejí zejména v kvádrových pískovcích české křídové pánve. Jsou to geomorfologické celky, jako je Ralská pahorkatina, Děčínská vrchovina, území CHKO Kokořínsko - Máchův kraj, CHKO Český ráj, PR Prachovské skály, NPR Adršpašsko-teplické skály či NPR Broumovské stěny.

#### Žulové skalní věže
V České republice se vyskytují také větší či menší věže ze žuly. Mezi nejznámější patří ty na území národní přírodní památky Svatošské skály, v CHKO Jizerské hory, nebo věže Kapucín a Soví věž na Kapucínských skalách u obce Lubenec.

#### Jiné horniny
Ojedinělé se v České republice vyskytují také skalní věže z jiných hornin, zpravidla ale nedosahují takových výšek. Například Ďáblova kazatelna na Bořeni (znělec), Hřebenáč v Moravském krasu (vápenec) či Špičatka u Roztok u Křivoklátu.

## Poznámka
Skalní věže jsou významným krajinotvorným prvkem, který je často sportovně využíván pro horolezectví.